# Jovian Chronicles
Jovian Chronicles est un univers de science-fiction publié en anglais en 1992 servant de décor à un jeu de rôle et un jeu de stratégie pour Méchas et Vaisseaux Spatiaux. Les livres ne sont disponibles qu'en anglais.
À l'origine, l'univers fut développé par le studio Dream Pod 9 et publié par IANUS Games sous la forme de deux suppléments de la gamme de jeux de rôles Mekton: Jovian Chronicles (en 1993) et Europa Incident (en 1995). Les passionnés appellent cette première édition "Green Edition" du fait de la dominante de couleur de leurs couvertures.
À partir de 1997, Dream Pod 9, devenu un éditeur à part entière, réédita l'univers en tant que gamme autonome et complète, utilisant le système de jeu Silhouette (commun à tous les jeux de cet éditeur). Cette édition est parfois nommée « White Edition », bien que les couvertures des ouvrages soient, selon leur sous-gamme, à dominante blanche (règles et équipement), bleue (univers) ou bleue & orange (jeu de stratégie).

## Univers
Jovian Chronicles propose une anticipation possible du futur vers les années 2200.
L'Humanité y a intégralement colonisé le système solaire intérieur et l'orbite jovienne, ainsi que quelques points d'intérêt au-delà de Jupiter. Vénus et Mars sont en cours de terraformation, les orbites de Mercure, la Terre et de Jupiter et leurs satellites respectifs sont largement colonisées par des stations spatiales, notamment aux Points de Lagrange, ou des colonies au sol. Saturne est trop éloignée pour être colonisée, mais son satellite Titan abrite une colonie d'extraction d'hydrates de carbone.
Politiquement, à l'exception de la Terre et de Mars, chaque système planétaire abrite un seul gouvernement souverain. Une organisation intergouvernementale du même type que l'ONU tente de faire respecter des alliances et des pactes de non-agression, ainsi que quelques lois fondamentales ; toutes les nations la reconnaissent, mais ses pouvoirs sont limités. La plus grande source d'instabilité en la matière semble être la logique quasiment impériale du gouvernement Terrien vis-à-vis des autres nations (qu'il considère comme des colonies Terriennes dont la souveraineté lui revient de droit) ; la plupart des nations sont trop faibles pour endiguer les appétits de cet ogre. La situation ne se maintient que grâce à la puissance économique et militaire du gouvernement Jovien (ce qui explique le nom du jeu), qui se dresse contre l'ogre Terrien.
Cette vision du futur est étayée par une logique scientifique assez rigoureuse, tant en sciences exactes et ingénierie, qu'en sciences humaines. Les développements présentés sont plausibles et de ce fait peuvent se permettre d'être très détaillés sans jamais être incohérents ; l'univers s'inscrit clairement dans la tradition des œuvres de Hard science-fiction (ou Science-fiction hyper-réaliste, "SF Dure", etc.). Toutefois, les livres ne sont ni des manuels d'ingénieur ni des précis d'économie ou de sociologie : ils restent très accessibles au lecteur lambda.
L'univers étant très détaillé, il est possible d'y mettre en scène des intrigues extrêmement variées. Cependant, celles-ci portent principalement sur des problématiques d'exploration/colonisation, de manœuvres militaires et de diplomatie, dans un style mêlant aventure, action et enquête. Les trames principales portent largement sur l'opposition entre Terre et Jupiter, mais sont secondées par de nombreuses trames aux thématiques très variées.
- Mercure : petite nation exportant de l'électronique de pointe, des métaux et des systèmes de refroidissement. Du fait de la proximité avec le soleil, on y vit dans des colonies sous le sol ou dans des stations spatiales équipées de puissants boucliers solaires. Enfin, la Mercurian Republic abrite le siège de la Mercurian Merchant Guild, un consortium de compagnies fournissant le gros des moyens de transport de matériel au travers du système solaire.
- Vénus : la planète est en cours de terraformation par un groupe de corporations pour faire baisser sa température atmosphérique, mais elle est d'ores et déjà partiellement habitable. La haute société vit dans des arcologies polaires près des stations de terraformation, le reste de la population vit dans les stations spatiales. La puissance économique de Vénus vient de son secteur bancaire (Venus Bank), qui en fait un paradis fiscal.
- Terre : ravagée par le fléau de la surpopulation et plus d'un siècle de guerres, civiles ou non, la Terre présente actuellement de nombreuses zones invivables. Elle comporte 4 nations différentes, chacune étant une fédération de petits états. Le Central Earth Government and Administration (CEGA) est la principale nation, un gouvernement bureaucratique, impérial et fortement militarisé, centré sur l'Amérique du Nord, l'Europe, l'Asie Occidentale et l'Afrique du Nord, et régit également la Lune et les colonies spatiales de l'orbite Terrienne ; le CEGA est en guerre ouverte avec ses trois voisins ; l'Asian Trading Sphere (ATS) regroupe la plupart des états asiatiques et se présente plus comme une zone économique commune ; les African Nations regroupent les pays d'Afrique noire, mais risque à tout moment de tomber sous la coupe du CEGA ; l'Amérique du Sud (SA) lutte pour rester indépendante, mais son territoire intéresse le CEGA au plus haut point.
- Mars : cette planète est divisée en deux nations radicalement opposées. La Martian Fédération, dont la politique est très influencée par le CEGA et la Martian Free Republic, dont le gouvernement est largement libertaire, inspiré et soutenu par Jupiter. La frontière entre les deux est le théâtre de nombreuses escarmouches. Le poumon économique de la planète est l'ascenseur orbital, qui sert à la fois de moyen d'exportation et d'étape entre le système solaire interne et la ceinture d'astéroïdes.
- Ceinture d'Astéroïdes : les astéroïdes sont peuplés de communautés nomades exploitant et exportant le minerai et l'eau des corps célestes. Ils n'ont pas d'unité politique.
- Jupiter : les stations spatiales Joviennes sont très grosses et abritent une grande population, autour de Jupiter et à ses Points de Lagrange, ainsi que sur le sol des nombreux satellites (Io, Ganymède, Europe, etc.). La Jovian Confederation (JC) unifie toutes ces colonies dans un gouvernement très démocratique, porté par une économie florissante liée à des ressources naturelles abondantes et variées (minerai, gaz divers, eau, etc.) et une excellence dans les techniques de pointe (les premières exo-armures viennent des laboratoires Joviens).
- Titan : ce satellite de Saturne abrite la colonie la plus éloignée, car il contient des mers d'hydrates de carbone complexes cruciaux pour la chimie des colonies. Cette colonie joue un rôle important pour les gouvernements cherchant à rester aussi autonomes que possible vis-à-vis du CEGA.
- United Solar Nations : l'USN est une évolution de l'ONU adaptée à la situation. Elle fait respecter les engagements multilatéraux entre nations, propose un arbitrage neutre des conflits bilatéraux et améliore les lois internationales par le dialogue. En plus de la diplomatie, elle dispose de deux leviers : une armée de maintien de la paix (USN Guards) dérivée des Casques Bleus et une agence d'investigation policière (SolaPol) dérivée d'Interpol.

## Inspirations
Les deux influences majeures de Jovian Chronicles sont les classiques de la science-fiction, en particulier son mouvement hyper-réaliste, et les mangas, notamment les animes de Méchas.
Sur le plan de la science-fiction, les auteurs citent leurs références sur la page de crédits des livres de base (Jovian Chronicles, IMP-01, pour la Green Edition, Rules & Background for Jovian Chronicles, DP9-301, pour la White Edition). On trouve donc les auteurs de science-fiction David Brin, Arthur C. Clarke, Kim Stanley Robinson, Robert A. Heinlein et Allen Steele, mais également les ingénieurs Robert Zubrin et G. Harry Stine, et le biologiste Etienne Gagnon (ce dernier est même crédité comme auteur dans la Green Edition).
Au niveau des influences manga, elles se ressentent par deux aspects : les graphismes et les Méchas.
Sur le plan graphique, bien que les éléments techniques (vaisseaux, stations, équipement, etc.) soient illustrés à l'aide d'outils informatiques, les personnages et certains décors sont dessinés dans un style ouvertement manga. Jovian Chronicles, comme Heavy Gear, autre jeu de Dream Pod 9 basé sur des inspirations similaires, utilise le travail graphique de Ghislain Barbe.
Sur le fond, les Méchas sont un ingrédient typique de mangas, animés ou non, tels que Gundam (le réalisateur Yoshiyuki Tomino est cité dans les remerciements) et, dans une moindre mesure, Robotech ; Jovian Chronicles leur fait une place toute particulière sous la forme d'exo-armures très variées. Il s'agit là plus de combinaisons spatiales blindées et équipées d'armes que de véritables robots géants, ce qui place sur ce point Jovian Chronicles dans le sous-genre Real robot.

## Système de jeu
Dans la version IANUS, les suppléments étant intégrés à la gamme Mekton, le système de jeu est celui de la gamme Mekton.
Dans la première édition de Dream Pod 9, à la fois la plus connue et la plus complète, le jeu utilise le système Silhouette, système commun à tous les jeux de cet éditeur (Heavy Gear, Tribe 8, Gear Krieg). Il est pensé pour être assez réaliste et a la particularité de s'adapter à la fois pour le jeu de rôles et pour le jeu de stratégie, ce qui permet de passer de l'un à l'autre sans difficulté ou de jouer d'une façon totalement hybride. Lorsque l'action du jeu de rôles devient tactique ou militaire, on installe le champ de bataille décrit et on résout la bataille à l'aide des règles stratégiques et des figurines.
Les personnages sont décrits par 10 Caractéristiques (Agilité, Connaissance, etc.), 5 Attributs dérivés (Santé, etc.) et une longue liste de Compétences recouvrant toutes les aptitudes pertinentes dans un univers de ce type.
Les jets de Compétence sont au cœur de la mécanique de jeu et sont très simples à résoudre : on lance autant de dés à 6 faces que le score de la Compétence (généralement 2 à 5), on garde celui qui fait le meilleur score et on y ajoute le score de la Caractéristique associée ainsi que d'éventuels bonus/malus liés aux circonstances. Le total est comparé au seuil de difficulté : plus élevé, le test est réussi, plus faible, l'action est ratée ; dans les deux cas, la marge de réussite ou d'échec indique le degré de succès ou de catastrophe de l'action. Le combat est largement marqué par un système où les blessures infligent des malus d'action à la victime, plutôt que de faire diminuer une jauge de points de vie, ce qui le rend extrêmement mortel.
Dans la seconde édition de Dream Pod 9, le livre de base présente uniquement l'univers, le système de jeu étant présenté à part dans le livre Silhouette CORE Rulebook, commun à tous les jeux de l'éditeur ; ainsi, on achète un livre de règles unique, puis selon ses désirs, les livres d'univers voulus. Pour la partie jeu de stratégie, un autre livre de règles, Lightning Strike II Miniature Rules, est nécessaire ; il utilise des figurines et un plateau mais reste compatible avec l'usage de cartes hexagonées (selon la préférence des joueurs).

## Livres

### Chez IANUS Games (Suppléments Mekton)
- IMP-01: Jovian Chronicles: Campagne (Janvier 1993).
- IMP-02: Europa Incident: Campagne (Janvier 1995).

### Chez Dream Pod 9
- DP9-PJC: Jovian Chronicles - Poster: Affiche promotionnelle (2002).
- DP9-300: Jovian Chronicles - Lightning Strike Demo Game: Kit de démonstration pour combats tactiques (2002).
- DP9-301: Rules & Background for Jovian Chronicles - Enter the Saga of Mankind: Création de personnage, Règles, Univers (Juin 1997).
- DP9-302: Companion to Jovian Chronicles - Advanced Rules & Background: Personnages et Univers détaillés (Octobre 1997).
- DP9-303: Mechanical Catalog - Exo-Armors & Spacecraft: Equipement (Juillet 1997).
- DP9-304: Chaos Principle - Original Cinematic Adventure: Campagne (Avril 1998).
- DP9-305: Game Aid for Jovian Chronicles - Gamemastering Made Easy: Écran et conseils d'écriture et de maîtrise (Avril 1998).
- DP9-306: Ships of the Fleet - Volume 1: Jovian Confederation: Equipement (Novembre 1998).
- DP9-307: Spacer's Guide - A Guide to Life in the Twenty-third Century: Vie quotidienne dans l'espace (Mai 2001).
- DP9-308: Solapol - Sourcebook: Description de l'organisation principale de l'United Solar Nations (USN) (Mai 1999).
- DP9-309: Ships of the Fleet - Volume 3: CEGA Navy: Equipement (Novembre 1999).
- DP9-310: Earth - Planet Sourcebook: Description du Central Earth Government and Administration (CEGA) (Juin 2000).
- DP9-311: Mechanical Catalog Two - Civilian Equipment & Spacecraft: Equipement (Août 2000).
- DP9-312: Jovian Fleet - Blueprint File: Plans techniques de 6 vaisseaux Joviens (1998).
- DP9-313: Ships of the Fleet - Volume 2: Jovian Confederation: Equipement (Février 1999).
- DP9-314: Lightning Strike - Fleet Combat Rules: Règles pour les combats de masse (1999).
- DP9-315: CEGA Fleet - Blueprint File: Plans techniques de 6 vaisseaux Terriens (1999).
- DP9-316: Lightning Strike - Behind the Veil: Venus: Ressources avancées pour les combats tactiques de la flotte vénusienne.
- DP9-317: Jupiter - Planet Sourcebook: Description de la Jovian Confederation (JC) (Février 2000).
- DP9-318: Lightning Strike - Call to Arms: Ressources avancées pour les combats tactiques dans la région de Mars et des Astéroïdes.
- DP9-319: Ships of the Fleet - Volume 4: Venus: Fiches, plans et organisation de 6 vaisseaux vénusiens (Mai 2000).
- DP9-320: Shadow of CEGA - Planet Sourcebook: Description des nations non alignées de la Terre (ATS, AN, SA) (Mars 2001).
- DP9-321: Space Equipment Handbook - Advanced Tools & Weapons: Catalogue d'équipement varié (Décembre 2000).
- DP9-322: Lightning Strike - Second Edition: Règles de base pour les combats de masse (2000).
- DP9-323: Nomads - Planet Sourcebook: Description des colonies des Astéroïdes (Juillet 2001).
- DP9-324: Lightning Strike - Companion: Règles avancées pour les combats tactiques.
- DP9-325: Mercury - Planet Sourcebook: Description du gouvernement mercurien et de la Mercurian Merchant Guild (Janvier 2002).
- DP9-326: Venus - Planet Sourcebook: Description du gouvernement vénusien et de la Venus Bank (Mai 2002).
- DP9-327: Mars - Planet Sourcebook: Description de la Mars Federation et de la Mars Free Republik (Août 2002).
- DP9-328: Cislunar Space - Planet Sourcebook: Description de la colonie lunaire et des colonies spatiales de l'orbite terrestre (Mars 2003).
- DP9-920: Jovian Chronicles Second Edition - RPG Player's Handbook: Univers, Création de personnage et Equipement (Juillet 2003).